# Promozione Umbria 1980-1981
Nella stagione 1980-1981 la Promozione era il sesto livello del calcio italiano ed il primo a livello regionale.
Il campionato era strutturato in vari gironi all'italiana su base regionale, gestiti dai Comitati Regionali di competenza. Promozioni alla categoria superiore e retrocessioni in quella inferiore non erano sempre omogenee; erano quantificate all'inizio del campionato dal Comitato Regionale secondo le direttive stabilite dalla Lega Nazionale Dilettanti, ma flessibili in relazione al numero delle società umbre retrocesse dal Campionato Interregionale, per quanto riguarda la zona retrocessione .
Qui vi sono le statistiche relative al campionato in Umbria.

## Squadre partecipanti
| Squadra          | Città (provincia)                  | Stagione 1979-1980                                                   |
| ---------------- | ---------------------------------- | -------------------------------------------------------------------- |
| Assisi           | Assisi (PG)                        | 3° in Promozione Umbria                                              |
| Clitunno         | Campello sul Clitunno (PG)         | 12° in Promozione Umbria                                             |
| Elettrocarbonium | Narni Scalo (TR)                   | 2° in Promozione Umbria                                              |
| Grifo Cannara    | Cannara (PG)                       | 10° in Promozione Umbria                                             |
| Gualdo           | Gualdo Tadino (PG)                 | 10° in Promozione Umbria                                             |
| Gubbio           | Gubbio (PG)                        | 4° in Promozione Umbria                                              |
| Julia Spello     | Spello (PG)                        | 1° in Prima Categoria Umbria/B, promossa                             |
| Mar.Col.         | Marcellano di Gualdo Cattaneo (PG) | 2° in Prima Categoria Umbria/B, promossa dopo spareggio inter-girone |
| Lama             | Lama di San Giustino (PG)          | 1° in Prima Categoria Umbria/A, promosso                             |
| Narnese          | Narni (TR)                         | 7° in Promozione Umbria                                              |
| Nocera Umbra     | Nocera Umbra (PG)                  | 5° in Promozione Umbria                                              |
| Nuova Tiferno    | Città di Castello (PG)             | 13° in Promozione Umbria                                             |
| Spoleto          | Spoleto (PG)                       | 15° in Serie D/D, retrocesso                                         |
| Tavernelle       | Tavernelle di Panicale (PG)        | 8° in Promozione Umbria                                              |
| Tiberis          | Umbertide (PG)                     | 9° in Promozione Umbria                                              |
| Todi             | Todi (PG)                          | 5° in Promozione Umbria                                              |

## Classifica finale
|  | Pos. | Squadra          | Pt | G  | V  | N  | P  | GF | GS | DR  |
|  | ---- | ---------------- | -- | -- | -- | -- | -- | -- | -- | --- |
|  | 1.   | Elettrocarbonium | 43 | 30 | 17 | 9  | 4  | 49 | 20 | +29 |
|  | 2.   | Nocera Umbra     | 42 | 30 | 17 | 8  | 5  | 47 | 19 | +28 |
|  | 3.   | Gubbio           | 39 | 30 | 12 | 5  | 3  | 31 | 17 | +14 |
|  | 4.   | Assisi           | 38 | 30 | 13 | 12 | 5  | 44 | 22 | +22 |
|  | 5.   | Gualdo           | 37 | 30 | 14 | 9  | 7  | 36 | 22 | +14 |
|  | 6.   | Todi             | 37 | 30 | 13 | 11 | 6  | 35 | 21 | +14 |
|  | 7.   | Grifo Cannara    | 33 | 30 | 12 | 9  | 9  | 44 | 32 | +12 |
|  | 8.   | Narnese          | 32 | 30 | 10 | 12 | 8  | 34 | 27 | +7  |
|  | 9.   | Tiberis          | 29 | 30 | 9  | 11 | 10 | 27 | 26 | +1  |
|  | 10.  | Mar.Col.         | 29 | 30 | 6  | 17 | 7  | 30 | 30 | 0   |
|  | 11.  | Tavernelle       | 27 | 30 | 9  | 9  | 12 | 31 | 33 | -2  |
|  | 12.  | Julia Spello     | 24 | 30 | 7  | 10 | 13 | 21 | 37 | -16 |
|  | 13.  | Spoleto          | 23 | 30 | 6  | 11 | 13 | 24 | 39 | -15 |
|  | 14.  | Nuova Tiferno    | 19 | 30 | 4  | 11 | 15 | 22 | 50 | -28 |
|  | 15.  | Clitunno         | 16 | 30 | 4  | 8  | 18 | 20 | 57 | -37 |
|  | 16.  | Lama             | 12 | 30 | 2  | 8  | 20 | 15 | 58 | -43 |

Legenda:

      Promossa nel Campionato Interregionale 1981-1982.
      Retrocessa in Prima Categoria Umbria 1981-1982.
Regolamento:

Due punti a vittoria, uno a pareggio, zero a sconfitta.
Note:

Il Nocera Umbra ed il Gubbio sono stati poi ammessi nel Campionato Interregionale.
La Nuova Tiferno ed il Clitunno sono stati successivamente ripescati a completamento dell'organico.